# مارینا سوما
مارینا سوما (ایتالیایی: Marina Suma؛ زادهٔ ۱۴ نوامبر ۱۹۵۹) بازیگر اهل ایتالیا است.
از فیلم‌ها یا مجموعه‌های تلویزیونی که وی در آن‌ها نقش داشته‌است، می‌توان به از روی درماندگی، جولیا و نوبت عاشقی اشاره نمود.